# بانک فیدلیتی
بانک فیدلیتی (انگلیسی: Fidelity Bank) شرکت خدمات مالی و بانکداری نیجریه‌ای است، که در سال ۱۹۸۸ تأسیس شد.